# Municipio de Caney (condado de Montgomery)
El municipio de Caney (en inglés: Caney Township) es un municipio ubicado en el condado de Montgomery en el estado estadounidense de Arkansas. En el año 2010 tenía una población de 1139 habitantes y una densidad poblacional de 12,78 personas por km².

## Geografía
El municipio de Caney se encuentra ubicado en las coordenadas 34°21′50″N 93°28′17″O / 34.36389, -93.47139. Según la Oficina del Censo de los Estados Unidos, el municipio tiene una superficie total de 89.1 km², de la cual 88,74 km² corresponden a tierra firme y (0,41 %) 0,36 km² es agua.

## Demografía
Según el censo de 2010, había 1139 personas residiendo en el municipio de Caney. La densidad de población era de 12,78 hab./km². De los 1139 habitantes, el municipio de Caney estaba compuesto por el 84,72 % blancos, el 0,53 % eran afroamericanos, el 0,44 % eran amerindios, el 1,4 % eran asiáticos, el 10,89 % eran de otras razas y el 2,02 % eran de una mezcla de razas. Del total de la población el 12,64 % eran hispanos o latinos de cualquier raza.